# Екатеринино (Тамбовская область)
Екатери́нино — село в Никифоровском районе Тамбовской области России. Административный центр Екатерининского сельсовета.

## География
Село находится на западе центральной части Тамбовской области, в лесостепной зоне, на левом берегу реки Польной Воронеж, к западу от автодороги 68Н-046, на расстоянии примерно 7 км (по прямой) к северо-востоку от Дмитриевки, административного центра района. Абсолютная высота — 142 м над уровнем моря.

### Климат
Климат умеренно континентальный, относительно сухой, с холодной продолжительной зимой и тёплым летом. Средняя температура воздуха самого холодного месяца (января) — −11,5 — −10,5 °C (абсолютный минимум — −39 °C); самого тёплого месяца (июля) — 19,5 — 20,5 °C (абсолютный максимум — 40 °С). Период с положительной температурой выше 10 °C длится от 141 до 154 дней. Среднегодовое количество атмосферных осадков составляет около 450—500 мм. Продолжительность залегания снежного покрова составляет в среднем 135 дней.

### Часовой пояс
Село Екатеринино, как и вся Тамбовская область, находится в часовой зоне МСК (московское время). Смещение применяемого времени относительно UTC составляет +3:00.

## Население
| 2002 | 2010  |
| ---- | ----- |
| 1203 | ↘1130 |

### Половой состав
По данным Всероссийской переписи населения 2010 года, в гендерной структуре населения мужчины составляли 45,8 %, женщины — соответственно 54,2 %.

### Национальный состав
Согласно результатам переписи 2002 года, в национальной структуре населения русские составляли 99 % из 1203 чел.

## Улицы
| - ул. Зелёная, - ул. Лесная, - ул. Луговая, - ул. Молодёжная, | - ул. Новая, - ул. Новый посёлок, - ул. Парковая, - ул. Почтовая, | - ул. Рабочая, - ул. Советская, - ул. Фёдоровская, - ул. Юбилейная. |